# سكك مترو لوس أنجلوس
قالب:Infobox Public transit
يُفصد بـسكك لوس أنجلس القطارات التي تخدم سكان مقاطعة لوس أنجلس في ولاية كاليفورنيا الأمريكية. تتكون السكك من خطي قطار عاديين (الخط الأحمر والخط الأجواني) وأربعة خطوط خفيفة (الخط الأزرق والأخضر والذهبي وإكسپو) بمجموع 80 محطة، بالإضافة لهذا، ويتصل بنظام مترو لاينر للنقل العمومي خطي الباصات الفضي والبرتقالي. هذا النظام، الذي يمتطيه حوالي 362,904 راكب في أيام الأسبوع، يُدار بواسطة هيئة نقل مقاطعة لوس أنجلس المتروبوليتية (مترو) وابتدأ العمل في 1990 بالخط الأزرق، وقد نما بشكل كبير من بعدها.

## الخطوط
| اسم الخط    | الافتتاح | الطول               | عدد المحطات | أول وآخر محطة في الخط                                     | النوع     |
| ----------- | -------- | ------------------- | ----------- | --------------------------------------------------------- | --------- |
| Blue Line   | 1990     | 22 ميل (35 كـم)     | 22          | داونتاون لونگ بيچ (جنوبًا) الشارع السابع/مترو سنتر (شمالًا) | سكك خفيفة |
| Expo Line   | 2012     | 8.6 ميل (13.8 كـم)  | 12          | كلڤر ستي (غربًا) الشارع السابع/مترو سنتر (شرقًا)            | سكك خفيفة |
| Gold Line   | 2003     | 19.7 ميل (31.7 كـم) | 21          | أتلنتك (جنوبًا) سيرا مادريه ڤيلا (شمالًا)                   | سكك خفيفة |
| Green Line  | 1995     | 20 ميل (32 كـم)     | 14          | ردندو بيچ (غربًا) نورووك (شرقًا)                            | سكك خفيفة |
| Purple Line | 2006     | 6.4 ميل (10.3 كـم)  | 8           | ولشر/وسترن (غربًا) محطة يونيون (شرقًا)                      | سكك ثقيلة |
| Red Line    | 1993     | 16.4 ميل (26.4 كـم) | 14          | شمال هوليوود (غربًا) محطة يونيون (شرقًا)                    | سكك ثقيلة |